# 後藤郁
後藤 郁（ごとう かおる、1995年〈平成7年〉10月16日 - ）は、日本の女優、タレントであり、女性アイドルグループ・アイドリング!!!の元メンバー。大分県別府市出身。イザワオフィス所属。

## 略歴
小学校5年生までは大分県別府市に在住。その後は近隣の杵築市に転居した。
2009年10月18日、第34回ホリプロタレントスカウトキャラバン決勝大会進出者11人の内の1人となる。グランプリ獲得はならなかったものの（グランプリは小島瑠璃子）、ホリプロスタッフの紹介でアイドリング!!!4期生オーディションに参加。4期候補生15名のうちの1人に選出され、2010年1月に行われた「アイドリング!!! 7thライブ 人生=修行ナリング!!!」においてお披露目。

### アイドリング!!!時代（2010年 - 2014年）
2010年
3月6日、最終審査「アイドリング!!! 4期生ファイナルオーディショング!!!」において正式に4期生に選出される。
4月、芸能事務所ホリプロに正式所属し、アイドリング!!!25号として活動を始める。
2011年
1月、1stDVD『郁物語』をリリース。
4月、家庭の事情により芸能活動を一時休止する。
8月、大型アイドルイベント『TOKYO IDOL FESTIVAL 2011』の参加から活動を再開。
2012年
1月、ドラマ『理想の息子』でドラマデビュー。
4月、ドラマ『パパドル!』にレギュラー出演。
6月、1st写真集『SIXTEEN'S MAP』を刊行。
8月、2ndDVD『最初から二番目の恋』をリリース。
2013年
1月、初の冠番組『野元愛×後藤郁×尾島知佳の結束BANG!!!』の放送開始。3rdDVD『ピュア・スマイル』をリリース。
4月、バラエティ番組『志村だヨ!』にレギュラー出演。この番組を機に志村ファミリーに加入。冠配信番組『後藤郁vs尾島知佳』の放送開始。
7月、『高速ばぁば』で映画デビュー。
9月、同年加入のアイドリング!!!新メンバー主体のユニット「アイドリングNEO」への参加を発表。新メンバー以外からは、既に加入していた伊藤祐奈に次いで2人目となる。
10月、バラエティ番組『志村笑!』にレギュラー出演。
11月、アイドリングNEOの冠番組『NEO殿talk night』のレギュラー放送開始。
12月、冠番組『ゆうかおのそこまでゆうかぉ!』の放送開始。
2014年
1月、冠番組『ゆうかお プレミアム放送』を開始。
3月、アイドリングNEO単独公演に出演する。4thDVD『風かおる 〜middle of a dream〜』をリリース。
5月、アイドリング!!!として出演した『ぽにきゃん!アイドル倶楽部 感謝祭』にて、同年6月7日のライブ公演を最後に、グループの卒業を表明した。
6月7日、Zepp DiverCityでの冠名義公演をもって、アイドリング!!!およびアイドリングNEOを卒業し、芸能活動休止。

### 女優 / ソロ活動以降（2016年 - ）
2016年
2月、同年6月 - 7月間に上演される舞台『ダンガンロンパ〜希望の楽園と絶望の高校生〜2016』の制作記者会見に出席。舞園さやか役として出演することが発表され、約2年ぶりに芸能活動を再開。
3月、芸能事務所ビーチウォーカーズ・マネージメントに所属する。
4月、公式Twitter、ブログ、YouTubeなどのSNSを開設。
5月、写真展「-a girl-」を開催し、6日間で1千人を動員。
6月、再演舞台『ダンガンロンパ THE STAGE 2016』に出演し、女優業に復帰。
8月、新設部署ビーチウォーカーズ・マネージメントグループにグループ内移籍。
11月、映画『ナニワノノア』においての映画初主演を公表。
12月、出演映画『古都』が上映。
2017年
2月、魚住誠一監修「月刊」シリーズのクラウドファンディング企画による写真集制作を公表し、初日で目標額を達成。
4月、中国映画『尾牌Q1（）』への出演を公表。
7月、5年ぶりの2nd写真集『残香』を刊行。それに伴い、前年に続く写真展を開催。
2018年
1月、志村ファミリーだった時代から4年ぶりに『志村けんのバカ殿様』に出演再開。1年半ぶりの出演舞台『BLIND HERO』が上演。
2月、NHKにて4年ぶりのドラマ出演。
3月、出演した中国映画『尾牌Q1』が配信公開。
4月、ヒロインで出演の舞台『君には最高の嘘を』が上演。
5月、舞台『恋の遠心力』にゲスト出演し、アイドリング!!!の元同僚・森田涼花と6年ぶりの共演。
12月、主演映画『ナニワノノア』が公開。主演朗読劇『Greif』が上演。
2019年
4月、故郷・テレビ大分の開局50周年特番に出演。主演の朗読劇『Greif』を再演し、アイドリング!!!の元同僚・倉田瑠夏と5年ぶりに共演。また、元同僚の伊藤祐奈と共同でYKプロジェクトを開始。
6月、故郷・大分公演にて、東日本大震災を追悼した舞台『RADIO311』に出演。
8月、江戸時代より続く、あやつり人形劇とコラボした異色の舞台『名探偵ドイル君 幽鬼屋敷の惨劇』にて主演。恋愛リアリティーショー『恋愛ドラマな恋がしたい〜Kiss to survive』のレギュラー出演開始。月末、朗読劇『Greif2』にて主演。
11月、出演映画『HYDRA』（園村健介監督）が上映。嶋田豪プロデュース演劇『タクシードライバー』に出演。
2020年
1月、映画主題歌の1stソロシングル『言葉-KOTOBA-』をリリース。主演朗読劇『Greif2』を再演。
2月、3rd写真集『眩香 genkou』を刊行。
10月、古巣アイドリング!!!最後の同窓会番組『バカリズム特番』に参加。
12月、出演映画『渋谷行進曲』が上映。
2021年
3月、高木ブーの米寿イベント『高木ブー88歳だョ！全員集合』に参加。月末、主演短編映画『声交』が上映。
9月、朗読劇『Greif4』にて主演。自身が出演に監督・原案も務めた短編ホラー映像作品『SNS』をオフィシャルYouTubeチャンネルにて公開。
2022年
2月に、転倒によって左足首を骨折してしまい即入院。手術からリハビリを経て、3月下旬で無事に退院を報告した。
6月、主演舞台『星降る学校』が上演。
2023年
7月、芸能事務所TEMISU Agencyに移籍。
9月、TEMISU Agencyはすでに退所し個人マネージメントチームを発足させ、翌10月の主催イベントやSNSでそれを報告した。
2024年
1月、イザワオフィスに所属。
4月、ダブル主演舞台『悪役令嬢イミテーション』が上演。
6月、前々回の「-a girl-」からの成長を表し題された7年ぶりの写真展「-a lady-」を開催。
12月、主演舞台『コネクト・ライフ』が上演。

## 人物
趣味は、鑑賞全般・歌唱・カメラ。特技は、子牛二頭同時ミルクやり・大分弁・アクション。
居合一級を所持しており、女優活動の目標は「アクション映画」「時代劇」への出演など。
座右の銘は、松下幸之助の「失敗することを恐れるよりも、真剣でないことを恐れたい」。
家族には姉がいる。祖母は「ミス別府」に選出されたことがある。

### エピソード
大分県出身にもかかわらず、関西弁風で話す時がある。ホリプロ時代の同僚で、寮が同じだった森田涼花と野元愛から感化されたからと説明している。
ワイズエンターテイメントスタジオ カルチャーコースに通っていた。
- 芸能活動休止と復帰

女性アイドルグループ・アイドリング!!!在籍中だった2011年4月、家庭の事情により芸能活動を半年間休止すると表明。同年8月、『TOKYO IDOL FESTIVAL 2011』から正式に活動再開し、当初予定より早く復帰している。
2014年6月、アイドリング!!!卒業後から2度目の芸能活動休止に入る。理由は前回と同様、家庭の事情と説明している。そして約2年後の2016年2月、舞台出演などからの芸能活動を再開した。その間、所属していた事務所・ホリプロは離籍している。それについては、復帰舞台の配役選出が一般公募によるもので、募集要項が無所属を条件にしていたため判明し、後に本人も明かしている。休養については家庭の事情以外に、「一度立ち止まって、今後を考えてみたかった」と述べている。

### 大分県関連
実家は牧場を営んでいた。実家にいた雑種の愛犬「ジャックバウアー」には特に思い入れがあり、メディアでも紹介された。
とり天が大好物。イマつぶの自己紹介にも「とりてん宣伝マン登場♪」と記されていた。カトレア醤油、ゆず胡椒、ゆずドレッシングなど大分特産の調味料も好物である。
アイドリング!!!のオーディションに参加していた選考期間中、在住していた杵築市では市を挙げて応援されている。
大分県のタウン誌『CONKA』vol.89で単独初表紙を飾る。その後、vol.92でも表紙モデルとなり、翌号から連載も開始した。

### アイドリング!!!関連
- 4期生

アイドリング!!!ナンバーは25号、イメージフラワーは「スイレン」。歴代メンバーの内、倉田瑠夏・伊藤祐奈・野元愛・尾島知佳と同期であった。グループには約4年間在籍し、シングル10枚・アルバム2枚参加などの実績を残している。レギュラー番組『アイドリング!!!』にも同期間約500回出演した。
- 加入経緯

素人時代、『さんまのSUPERからくりTV』でハリー・ポッターシリーズ展のレポーターを募集していたのを見て応募したところ、母親がついでに全日本国民的美少女コンテストにも書類を送っていた。「美少女コンテスト」に二次審査で落ちた後藤は「何だか悔しい」と第34回ホリプロタレントスカウトキャラバンにも応募し、ファイナリストにまで進出。結果的にグランプリには選ばれなかったが、ホリプロ関係者から「受かったらおいで」とアイドリング!!!4期生オーディションを紹介されたのが、グループ加入のきっかけとなった。
- 愛称 / キャラクター / すべりキャラ

愛称は「かおるん」「ごっちゃん」など。
素朴かつ控え目な性格ながら、ファンに対しては積極的でアイドル性は高かった。握手会などの対応も評判よく、お出迎え・適度な甘え・適度な訛り・記憶力の良さなどがメンバーからも絶賛され、スタッフの間でも「神対応」と評価されていた。ファン一人に掛ける時間が長い時は、現場スタッフが制することもあった。
会話の内容によっては、微妙な空気になってしまうことが多く、うんちく話など物事を理路整然に物言いするタイプだった。それが今時の若いメンバーには伝わるはずもなく、シュール・神秘などとレッテルを貼られ、いわゆる「すべりキャラ」「うきキャラ」が定着してしまった。また、メンバーに揶揄される「いじられキャラ」でもあり、番組内でもMCのバカリズムから、他のメンバー以上に酷く弄られることもしばしばあった。
- 急成長 / その他

歌声は少々しゃがれ声。ダンスはかなり苦手で、先輩メンバーから叱咤激励されることもあった。その後、2013年夏に結成した派生ユニット・アイドリングNEOへの加入が転機となり、急成長して責任感も自覚するようになった。そしてこれからという矢先、グループ卒業に至ってしまったため、影で成長を見守っていた先輩メンバー達は非常に残念がっていた。
運動面に関しては、番組で行われた体力モノでは最下位になることが多い反面、陸上競技経験者であることから、番組内で行われた50m短距離走（ガンバリング!!!）では好成績を残している。
- メンバーとの関係

歴代メンバーの内、滝口ミラ・谷澤恵里香・森田涼花・野元愛・尾島知佳とは同じ事務所に所属（ただし、滝口・森田・野元は当時ホリプロ大阪所属）。
同期だった伊藤祐奈とは公私共に親しく、後輩メンバーの関谷真由と共に高校時代の同級生でもある。また、野元愛もアイドリング!!!卒業時まで同級生であった。先輩では、朝日奈央など温和な年上から可愛がられた。
目鼻立ちがハッキリしたルックスを、橋本楓からは「顔だけなら好みのタイプ」と言われた。妹の橋本瑠果は、目力の強い顔が当初は怖かったが、今は笑った時に垂れる目が好きだと発言している。

#### アイドリング!!!卒業
2014年5月、アイドルイベント『ぽにきゃん!アイドル倶楽部 感謝祭』出演の場で、グループの卒業を表明した。卒業の意思をメンバーに伝えたのは、その前日『アイドリング!!!』番組収録の企画内で。ただし伊藤祐奈だけは、それ以前から承知していた。
- 卒業コメント

「メンバーには助けられ支えてくれた。運営側からは機会を貰い育ててくれた。後輩達には、こんな先輩でも慕ってくれて感謝している」と謝意を述べている。卒業理由は家庭の事情とだけ説明し、多くは語らなかった。横山ルリカから、女優業の道に進むのかという問いに「可能性があれば」と、芸能活動を継続する含みを残している。
- 同期コメント

同期で同事務所の尾島知佳からは、「自分も郁と同様にダンスが苦手で、共に叱咤激励されながらここまできた。(かつては)ホリプロのメンバーが沢山いたのに、私一人になってしまった。寂しくなる」とコメントし、倉田瑠夏からも、「4期生は当初から問題児といわれ、色んな面で一緒に乗り越えてきた。そんな同期が3人に減り、とても寂しい」と残念がられた。親友でもある伊藤祐奈は、「卒業の現実を受け入れられず、困らせてしまった。色んな壁を乗り越え強くなってきたので、輝く場所が違っても頑張れる」と激励した。
- 卒業後

卒業後の芸能活動休止中もグループの記念公演には時折姿を見せ、ライブビデオの舞台裏で友情出演するなど関係者との関わりは継続していた。卒業理由の一つに、芸能界という厳しい世界の認識が甘かったと後年に明かし、「牧歌的な生活しか知らなかった自分には、芸能活動や都会暮らしの激変ぶりが厳しかった。悔しくて自分が情けなかった」と語っている。

#### アイドリングNEO関連
同期の伊藤祐奈と、後輩メンバー 古橋舞悠・関谷真由・橋本瑠果・佐藤麗奈・佐藤ミケーラ倭子は、派生ユニット「アイドリングNEO」（現・NEO fromアイドリング!!!）での同僚であった。実働期間は9ヶ月余りで、シングル2枚参加などの実績を残している。
- メンバーとの関係

関谷真由はNEO結成当初の頃、実力派の伊藤祐奈に気を遣いプレッシャーを感じていた所に、温和な後藤が加入してきたことが救われたと想いを吐露している。他のNEOメンバーも後藤の人柄を慕っており、それだけグループ卒業に関してNEO期生の落胆は大きかった。
また、アイドリングNEOに加入して急成長したとはいえ、元来ダンスが不器用であることに変わりがなかった。佐藤ミケーラ倭子からはダンスの模範者とするには難があることをほのめかされ、技術よりも精神的支柱の役割が大きかったことが窺えた。

## 作品

### イメージビデオ
- 郁物語（2011年1月19日、ポニーキャニオン）
- 最初から二番目の恋（2012年8月25日、ワニブックス）
- ピュア・スマイル（2013年1月25日、竹書房）
- 風かおる 〜middle of a dream〜（2014年3月26日、イーネット・フロンティア）

### バラエティ
- 野元愛×後藤郁×尾島知佳の結束BANG!!! （2013年8月29日、イーネット・フロンティア）
- 後藤郁vs尾島知佳 Vol.1 （2014年2月26日、イーネット・フロンティア）

### 写真集
- SIXTEEN'S MAP（2012年6月27日、ワニブックス、撮影：西田幸樹）ISBN 978-4847044717
- 月刊後藤郁×魚住誠一 残香（2017年7月21日、エムアップ、撮影：魚住誠一）ISBN 978-4908984013
- 眩香 genkou（2020年2月7日、イーネット・フロンティア、撮影：齋門富士男）ISBN 978-4-86205-933-8

### デジタル写真集
- 週プレnet Extra No.463『女優爆誕。』（2016年6月、集英社）[63]
- 月刊後藤郁×魚住誠一 残香 フルサイズ版 / アザーカット（2018年8月 / 9月ほか、月刊デジタルファクトリー）

### 音楽
シングル
- 言葉-KOTOBA-（2020年1月22日、ISF Music） - 映画『恋恋豆花』主題歌[64]

## 出演

### 映画
- 高速ばぁば（2013年7月27日公開、トラヴィス） - マユコ 役
- 古都（2016年12月公開、DLE） - 茜 役
- 尾牌Q1（2018年3月公開、中国映画・愛奇藝） - ナンシー 役
- ナニワノノア（2018年12月公開、アイエス・フィールド） - 主演・水城ノア 役[65]
- HYDRA（2019年11月23日公開、ポリフォニックフィルム） - 由香里 役
- 渋谷行進曲（2020年12月27日公開、Shibuya Cinema Tokyo） - ヒロイン・芦屋稀 役
- 声交（2021年3月26日公開、and pictures） - 主演・杏 役

### ドラマ
テレビドラマ
- 理想の息子 第1話（2012年1月14日、日本テレビ系）
- パパドル!（2012年4月19日 - 6月28日、TBS系） - 江口美緒 役
- リミット 第1話（2013年7月13日〈12日深夜〉、テレビ東京系）
- 三匹のおっさん 最終話（2014年3月14日、テレビ東京系）
- 荒神（2018年2月17日、NHK BSプレミアム） - 主人公の母君 役
- 6 from HiGH&LOW THE WORST 第3話・第5話・最終話（2020年12月4日〈3日深夜〉・18日〈17日深夜〉・25日〈24日深夜〉、日本テレビ系） - 七海 役
- 星になりたかった君と 前編・後編（2021年1月5日〈4日深夜〉・6日〈5日深夜〉、日本テレビ系）
- あなたがしてくれなくても 第2話（2023年4月20日、フジテレビ系） - 花屋店員 役
- 失踪人捜索班 消えた真実 第4話（2025年5月2日、テレビ東京系） - 三井千佳 役[66]

配信ドラマ
- ハイスクールドライブ 〜目が覚めたら高校生だった〜（2012年11月20日、BeeTV） - みなみ 役

Webドラマ
- SNS（2021年9月10日、YouTube） - 監督・原案兼任[36]
- 今、晒してます。-今度は私が、晒して刻んで奪ってあげる-（2024年12月17日 - 、FANY:D） - 沙織 役

### 舞台
- スパイク・チュンソフト『ダンガンロンパ〜希望の楽園と絶望の高校生〜2016』（2016年6月16日 - 7月16日、Zeppブルーシアター六本木 ほか） - 舞園さやか 役
- 演劇集団バックドア 第三回公演『BLIND HERO』（2018年1月23日 - 28日、下北沢 小劇場 B1） - 女教師・清水華代 役
- K-FARCE第10回公演『君には最高の嘘を』（2018年4月25日 - 29日、大塚 萬劇場） - ヒロイン・長嶺沙希 役
- 朝劇 西新宿『恋の遠心力』（2018年5月16日、GRASS DANCE 新宿） - ゲスト
- アイエス・フィールド『Greif』シリーズ
  - 朗読劇『Greif』 - 主演・真鍋莉子 役
    - 2018年12月20日 - 23日、目黒 千本桜ホール
    - 2019年4月26日 - 28日、目黒 千本桜ホール

  - 朗読劇『Greif2』 - 主演・真鍋莉子 役
    - 2019年8月30日 - 9月1日、目黒 千本桜ホール
    - 2020年1月24日 - 26日、目黒 千本桜ホール[67]

  - 朗読エンターテイメント『Greif4』
    - 2021年9月2日 - 5日、荻窪 オメガ東京 - 主演・小鳥遊渚 役
    - 2022年6月23日 - 26日、Theater新宿スターフィールド - 宝生咲良 役[68]
- GROUP THEATRE『RADIO311〜2019 部屋で見つけた希望〜』（2019年6月8日 - 9日、大分・臼杵市民会館大ホール）
- 糸あやつり人形一糸座『名探偵ドイル君 幽鬼屋敷の惨劇』（2019年8月8日 - 12日、赤坂RED/THEATER） - 主演・囚人7番 米子 役
- エアースタジオ『Kiss Me You 〜がんばったシンプー達へ〜』（2019年10月2日 - 6日、浅草 雷5656会館 ときわホール）
- 『演劇「タクシードライバー」』（2019年11月7日 - 10日、中目黒キンケロ・シアター）
- 劇団TEAM-ODAC 第37回本公演【15周年記念公演】『浦安鉄筋家族〜子ども大戦争〜』（2021年7月10日 - 18日、新宿 こくみん共済 coop ホ－ル／スペース・ゼロ） - のり子のおかん 役[69]
- K-FARCEプロデュース公演『#スクワッド』（2022年2月16日 - 20日、大塚 萬劇場[注 3]） - 小春 役
- K-FARCEプロデュース公演『星降る学校』（2022年6月9日 - 12日、大塚 萬劇場） - 主演・田原よしの 役
- 大森カンパニープロデュースvol.41 人情喜劇シリーズ第12弾『おうけつ』（2022年11月25日 - 12月4日、下北沢 小劇場 B1） - 籠原静香 役[70]
- K-FARCE『弾倉（）に薔薇を込めて』（2024年3月6日 - 10日、大塚 萬劇場） - 芦屋 役[71]
- ぱすてるからっとproduce 舞台『悪役令嬢イミテーション』（2024年4月26日 - 29日、渋谷 CBGKシブゲキ!!） - 主演・スクルド 役[注 4][40]
- ぱすてるからっとproduce 舞台『コネクト・ライフ』（2024年12月4日 - 8日、渋谷 CBGKシブゲキ!!） - 主演・シャーロックホームズ 役[42]
- EXE.ROCK Entertainment 本公演 Vol.3『誰かの為の、其れまでと、此れから』（2025年5月14日 - 18日、中野 ポケットスクエア ザ・ポケット） - 大久保朋美 役[72]

### オンライン劇
- アイエス・フィールド 朗読劇『REALITY Greif』（2021年11月17日・2022年6月6日）[注 5]

### バラエティ番組
レギュラー・特別出演・特別番組ほか
- アイドリング!!!（2010年4月 - 2014年6月、フジテレビワンツーネクスト）
- アイドリング!!!日記 → アイドリング!!!（地上波版）（2010年4月 - 2014年6月、フジテレビ / フジテレビONE）
- 美少女ヌードル （2012年4月30日 #021、テレビ朝日）
- 野元愛×後藤郁×尾島知佳の結束BANG!!!（2013年1月 - 3月、Pigoo）
- 後藤郁vs尾島知佳（2013年4月 - 9月、PigooHD）
- 志村だヨ!（2013年4月10日 - 9月25日、フジテレビ）
- 志村笑!（2013年10月9日 - 2014年3月26日、フジテレビ）
- 志村けんのバカ殿様（フジテレビ）
  - 秋はこれだ! 大爆笑スペシャル（2013年11月5日）
  - 福笑い! 家族そろって大爆笑SP!!（2014年1月14日）
  - 家族揃って初笑いSP（2018年1月10日）
  - 秋の大収穫祭スペシャル（2018年11月20日）
  - 浅田真央ちゃんスマイルSP（2019年10月30日）
  - マツコもサンドも氷川も初笑いSP（2020年1月8日）
- GirlsNews〜エンタメ! #13（2014年4月2日、PigooHD）
- 25号後藤郁 卒業ライブSP「25号かおるんの新しい旅立ち たくさんの想い出ごっちゃんですング!!!」（2014年8月10日、フジテレビNEXT）
- 映像で振り返る、大分と平成（2019年4月23日、テレビ大分）
- 開局50周年記念特番「アタック大分2020 令和の正月！初舞台」（2020年1月1日、テレビ大分）
- バカリズム特番（2020年6月2日〈1日深夜〉・10月30日、フジテレビONE）
- ヒロミ・指原の“恋のお世話始めました”（2022年5月27日〈26日深夜〉、テレビ朝日 / ABEMA）[73]
- ドリフに大挑戦 正月から全力初笑いスペシャル（2025年1月1日、フジテレビ）[74]

### 配信テレビ・アプリ
- でんぱの神神（2013年11月15日(#75) - 12月7日(#77)、BS朝日およびCSのテレ朝チャンネルでも放送、放送回は#32-#34として放送)
- NEO殿talk night（2013年11月25日 - 2014年5月15日、SHOWROOM）
  - NEO殿talk night GOLDEN（2014年5月22日 - 6月5日、SHOWROOM）
- ゆうかおのそこまでゆうかぉ!（2013年12月 - 2014年5月、AmebaStudio）
- ゆうかお プレミアム放送（2014年1月 - 5月、AmebaStudio）
- 泣き焚火：後藤郁（2021年2月、camp b.チャンネル）
- 高木ブー88歳だョ！全員集合（2021年3月6日、ニコニコ生放送）[33]

恋愛リアリティーショー
- 恋愛ドラマな恋がしたい〜Kiss to survive〜（2019年8月 - 10月、AbemaTV） - かおる 役

### ラジオ
- レコメン!（2010年6月7日、文化放送）

### CM・広告・イメージモデル
- Baby Doll Tokyo（2017年8月 - ） - モデル
- SONYカメラ「35GM」レポートモデル（2021年2月、ソニーイメージングプロダクツ&ソリューションズ）

### 写真展
- -a girl-（2016年5月24日 - 29日、弘重ギャラリー、撮影：魚住誠一）[75]
- 月刊後藤郁×魚住誠一 残香 写真展（2017年7月25日 - 30日、ギャラリー・ルデコ、撮影：魚住誠一）
- -a lady-（2024年6月6日 - 9日、ギャラリー・ルデコ、撮影：魚住誠一）[33]

### イベント
- サマーパーティー ホリプロ50周年記念!!アイドル50人大集合!!powered byニコニコ動画 (2010年8月24日、赤坂BLITZ)
- 1stDVD『郁物語』発売記念イベント (2011年2月6日、石丸ソフト)
- 2ndDVD『最初から二番目の恋』発売記念イベント (2012年8月25日、ソフマップアミューズメント館)
- 「2013年度カレンダー」発売記念イベント (2012年11月18日、書泉ブックタワー)[76]
- 3rdDVD『ピュア・スマイル』発売記念イベント (2013年2月9日、ソフマップアミューズメント館)
- 1stトレーディングカード発売記念イベント (2013年4月21日、書泉グランデ)
- 野元愛×後藤郁×尾島知佳の結束BANG!!! 発売記念イベント (2013年9月8日、ソフマップアミューズメント館)
- 「2014年度カレンダー」発売記念イベント (2013年10月19日、書泉グランデ)[77]
- 後藤郁vs尾島知佳 Vol.1 発売記念イベント (2014年3月8日、ソフマップアミューズメント館)
- 4thDVD『風かおる 〜middle of a dream〜』発売記念イベント (2014年4月5日、ソフマップアミューズメント館)
- 2ndトレーディングカード発売記念イベント (2014年4月12日、書泉プラス / ブックファースト新宿店)
- 後藤郁2nd写真集完成  関係者限定レセプションパーティー (2017年6月25日、東京都内)
- 後藤郁2nd写真集 写真展レセプションパーティー (2017年7月25日、ギャラリー・ルデコ)
- 後藤郁2nd写真集 リリースイベント (2017年7月29日 - 30日、ギャラリー・ルデコ / 8月20日、HMV&BOOKS TOKYO)
- 「2018年度カレンダー」発売記念イベント (2017年10月22日、ブックファースト新宿店 / 12月8日、大阪市 放送芸術学院)[78]
- 主演映画『ナニワノノア』初日舞台挨拶（2018年12月15日、大阪 シアターセブン）
- YKプロジェクト（2019年より開始）
- 映画『ナニワノノア』DVDリリースイベント（2019年7月7日、アクアシティ芝浦）
- 映画『HYDRA』初日舞台挨拶（2019年11月23日、渋谷ユーロスペース1）
- 後藤郁3rd写真集 先行予約お渡し会（2020年1月18日、東京都内）
- 後藤郁1stシングル『言葉-KOTOBA-』リリースイベント (2020年2月1日、東京ソラマチ / 2日、HMV&BOOKS SHIBUYA / 3月8日、HMV record shop 新宿ALTA / 2021年4月29日、タワーレコード 横浜ビブレ店)
- 映画『恋恋豆花』トークイベント（2020年3月9日、新宿K's cinema）
- 後藤郁 劇場 〜クリスマスの夜に貴方に贈る朗読劇〜（2020年12月25日、オンライン）
- 主演短編映画『声交』初日舞台挨拶（2021年3月26日、アップリンク渋谷）
- 映画『渋谷行進曲』舞台挨拶（2021年6月26日 - 27日、別府ブルーバード劇場）[79]
- GO TO カオル？後藤郁？birthday event2022（2022年10月16日、東京都渋谷某所）
- MUSIC SMILE PROJECT LIVE 〜マジカルツアー〜 - 伊藤祐奈とのユニット
  - VOL.7【鉄道の記念日 スペシャル】（2023年10月14日、日本橋PACMAN）
  - VOL.9【芦屋市 市制施行・85周年記念企画／阪神大震災 30周年祈念・能登半島地震 チャリティー・コンサート】（2025年1月5日、ルネサンス クラシックス芦屋ルナ・ホール 大ホール）
- YKプロジェクト 〜約三年ぶりに帰ってきた！〜（2023年10月15日、359_ACE.LOUNGE.四谷1st） - イベント復活以降、不定期開催
- かおるママがぶった斬る（予定）お悩み相談︎（2023年10月 - 、通話） - 不定期開催
- 志村けんの大爆笑展 大分会場オープニング（2024年3月22日、トキハ本店）
- ゴトウの日スペシャルイベント（2024年5月10日 / 2025年5月10日、押上駅付近各所）
- 夏といえば歌うしかない🎤（2024年8月17日、東京都内）
- かおるおおいた祭り（2024年11月9日、東京都内）
- 後藤郁カレンダー発売記念イベント 〜お渡し会&ミニトークショー〜（2025年3月23日、渋谷駅付近）
- 結成60周年記念 ザ・ドリフターズ展〜発掘！5人の笑いと秘宝たち〜 大分会場オープニング（2025年7月12日、トキハ本店）
- 後藤郁企画「WATCHED」 / アフタートーク（2025年7月26日、アトリエ神楽）
- かおるおおいた祭りin別府〜地獄めぐって、あら天国〜（2025年8月22日〈予定〉、別府市）
- 別府温泉ぶっかけフェス2025（2025年8月23日〈予定〉、的ヶ浜公園 別府スパビーチ） - MC[80]

ライブイベント
- 後藤郁 アイドリング!!!卒業公演『25号かおるんの新しい旅立ち たくさんの想い出ごっちゃんですング!!!』（2014年6月7日、Zepp DiverCity TOKYO）

## 書籍

### 雑誌
- CONKA（2011年12月・2012年6月 - 2013年11月、ネキスト） - 連載 / 表紙Vol.89・92・99

ムック
- pure2 ピュア☆ピュア Vol.57（2010年5月6日、辰巳出版）ISBN 978-4777807772

### カレンダー
- 後藤郁 2013年度カレンダー（2012年10月10日、ハゴロモ）
- 後藤郁 2014年度カレンダー（2013年10月16日、ハゴロモ）
- 後藤郁 2018年度カレンダー（2017年10月7日、トライエックス）

### トレーディングカード
- 1stトレーディングカード（2013年4月26日、プロデュース216）
- 2ndトレーディングカード（2014年4月12日、ヒッツ）